# Campeonato Mundial de Taekwondo de 1997
O Campeonato Mundial de Taekwondo de 1997 foi a 13ª edição do evento, organizado pela Federação Mundial de Taekwondo (WTF) entre 19 de novembro a 23 de novembro de 1997. A competição foi realizada no Coliseu de Hong Kong, em Hong Kong 

## Resultados
Os resultados foram os seguintes. 
Masculino
| Evento        | Ouro                              | Prata                          | Bronze                            |
| Até 50 kg     | Espanha · Juan Antonio Ramos      | Filipinas · Roberto Cruz       | Taipé Chinesa · Lee Hou-kun       |
| Até 50 kg     | Espanha · Juan Antonio Ramos      | Filipinas · Roberto Cruz       | Turquia · Nazım Yılmaz            |
| Até 54 kg     | Coreia do Sul Jin Seung-tae       | Taipé Chinesa · Tsai Yi-ya     | Equador · Geraldhy Altamirano     |
| Até 54 kg     | Coreia do Sul Jin Seung-tae       | Taipé Chinesa · Tsai Yi-ya     | França · Ludovic Vo               |
| Até 58 kg     | Taipé Chinesa · Huang Chih-hsiung | Irão Mehdi Bibak               | China · Liu Chuang                |
| Até 58 kg     | Taipé Chinesa · Huang Chih-hsiung | Irão Mehdi Bibak               | México · Óscar Salazar            |
| Até 64 kg     | Coreia do Sul Kim In-dong         | Turquia · Ekrem Boyalı         | México · Rafael Zúñiga            |
| Até 64 kg     | Coreia do Sul Kim In-dong         | Turquia · Ekrem Boyalı         | Taipé Chinesa · Hsu Chi-hung      |
| Até 70 kg     | Egito · Tamer Hussein             | França · Christophe Negrel     | Coreia do Sul Shim Ki-sun         |
| Até 70 kg     | Egito · Tamer Hussein             | França · Christophe Negrel     | Iugoslávia · Zoran Krajčinović    |
| Até 76 kg     | Espanha · José Jesús Márquez      | Alemanha · Marco Scheiterbauer | Coreia do Sul Kim Kyong-hun       |
| Até 76 kg     | Espanha · José Jesús Márquez      | Alemanha · Marco Scheiterbauer | Irão Majid Aflaki                 |
| Até 83 kg     | Coreia do Sul Lee Dong-wan        | Cuba · Alfredo Escobar         | Espanha · Rubén Montesinos        |
| Até 83 kg     | Coreia do Sul Lee Dong-wan        | Cuba · Alfredo Escobar         | Grécia · Michalis Tolios          |
| Mais de 83 kg | Coreia do Sul Kim Je-kyoung       | Irão Hassan Aslani             | Arábia Saudita · Khaled Al-Dosari |
| Mais de 83 kg | Coreia do Sul Kim Je-kyoung       | Irão Hassan Aslani             | Cuba · Nelson Sáenz               |

Feminino
| Evento        | Ouro                           | Prata                          | Bronze                           |
| Até 43 kg     | Coreia do Sul Yang So-hee      | China · Li Huang               | Austrália · Thy Vy Sok           |
| Até 43 kg     | Coreia do Sul Yang So-hee      | China · Li Huang               | Estados Unidos · Kay Poe         |
| Até 47 kg     | Taipé Chinesa · Chi Shu-ju     | Coreia do Sul Yoon Song-hee    | Austrália · Kylie Treadwell      |
| Até 47 kg     | Taipé Chinesa · Chi Shu-ju     | Coreia do Sul Yoon Song-hee    | Estados Unidos · Mandy Meloon    |
| Até 51 kg     | Coreia do Sul Hwang Eun-suk    | Canadá · Roxane Forget         | Austrália · Lauren Burns         |
| Até 51 kg     | Coreia do Sul Hwang Eun-suk    | Canadá · Roxane Forget         | Espanha · Elisabet Delgado       |
| Até 55 kg     | Coreia do Sul Jung Jae-eun     | França · Carine Zelmonovitch   | Taipé Chinesa · Lai Hsiu-wen     |
| Até 55 kg     | Coreia do Sul Jung Jae-eun     | França · Carine Zelmonovitch   | Tailândia · Raveevadee Pansombut |
| Até 60 kg     | Coreia do Sul Kang Hae-eun     | Taipé Chinesa · Hung Chia-chun | Espanha · Luisa Arnanz           |
| Até 60 kg     | Coreia do Sul Kang Hae-eun     | Taipé Chinesa · Hung Chia-chun | Croácia · Miet Filipović         |
| Até 65 kg     | Coreia do Sul Cho Hyang-mi     | Grécia · Morfou Drosidou       | México · Marlene Ramírez         |
| Até 65 kg     | Coreia do Sul Cho Hyang-mi     | Grécia · Morfou Drosidou       | Taipé Chinesa · Hsu Chih-ling    |
| Até 70 kg     | Coreia do Sul Woo Eun-joung    | Marrocos · Mounia Bourguigue   | México · Mónica del Real         |
| Até 70 kg     | Coreia do Sul Woo Eun-joung    | Marrocos · Mounia Bourguigue   | Espanha · Ireane Ruíz            |
| Mais de 70 kg | Coreia do Sul Jung Myoung-sook | Rússia · Natalia Ivanova       | Croácia · Nataša Vezmar          |
| Mais de 70 kg | Coreia do Sul Jung Myoung-sook | Rússia · Natalia Ivanova       | Taipé Chinesa · Chiu Meng-jen    |

## Quadro de medalhas
O quadro de medalhas foi publicado. 
| Ordem | País           | Medalha de ouro | Medalha de prata | Medalha de bronze | Total |
| ----- | -------------- | --------------- | ---------------- | ----------------- | ----- |
| 1     | Coreia do Sul  | 11              | 1                | 2                 | 14    |
| 2     | Taipé Chinesa  | 2               | 2                | 5                 | 9     |
| 3     | Espanha        | 2               | 0                | 4                 | 6     |
| 4     | Egito          | 1               | 0                | 0                 | 1     |
| 5     | França         | 0               | 2                | 1                 | 3     |
| 5     | Irão           | 0               | 2                | 1                 | 3     |
| 7     | China          | 0               | 1                | 1                 | 2     |
| 7     | Cuba           | 0               | 1                | 1                 | 2     |
| 7     | Grécia         | 0               | 1                | 1                 | 2     |
| 7     | Turquia        | 0               | 1                | 1                 | 2     |
| 11    | Canadá         | 0               | 1                | 0                 | 1     |
| 11    | Alemanha       | 0               | 1                | 0                 | 1     |
| 11    | Marrocos       | 0               | 1                | 0                 | 1     |
| 11    | Filipinas      | 0               | 1                | 0                 | 1     |
| 11    | Rússia         | 0               | 1                | 0                 | 1     |
| 16    | México         | 0               | 0                | 4                 | 4     |
| 17    | Austrália      | 0               | 0                | 3                 | 3     |
| 18    | Croácia        | 0               | 0                | 2                 | 2     |
| 18    | Estados Unidos | 0               | 0                | 2                 | 2     |
| 20    | Equador        | 0               | 0                | 1                 | 1     |
| 20    | Arábia Saudita | 0               | 0                | 1                 | 1     |
| 20    | Tailândia      | 0               | 0                | 1                 | 1     |
| 20    | Iugoslávia     | 0               | 0                | 1                 | 1     |
| Total | Total          | 16              | 16               | 32                | 64    |